# Acianthera inaequalis
Acianthera inaequalis é  uma espécie de orquídea (Orchidaceae) supostamente do Brasil.

## Publicação e sinônimos
- Acianthera inaequalis (Lindl.) F.Barros & L.R.S.Guim., Neodiversity 5: 28 (2010).

Sinônimos homotípicos:
- Pleurothallis inaequalis Lindl., Edwards's Bot. Reg. 28(Misc.): 76 (1842).
- Humboltia inaequalis (Lindl.) Kuntze, Revis. Gen. Pl. 2: 667 (1891).